# 茨城県西地域
茨城県西地域（いばらきけんせいちいき）とは、茨城県のうち、西部に位置する地域を指す。茨城県内においては、一般的には県西と呼ばれる。

## 概要
茨城県西地域（以下「県西地域」）は茨城県を5つの区分に分けたものの1つであり、人口521,098人、面積1,030.94km²、人口密度505人/km²。（2025年2月1日、推計人口）。筑西市・桜川市の全域、下妻市のうち旧真壁郡下妻町・上妻村・筑波郡高道祖村、結城郡八千代町のうち旧真壁郡川西村が旧常陸国である以外は、すべてが旧下総国（後に千葉県）で、千葉県から移管された経緯がある。
主に筑波山西方の平坦な地形を占め、非常に可住地面積が広い。南部を利根川が流れ、中央は鬼怒川が貫く。歴史は古く、平安時代に承平天慶の乱では平将門が当地で兵を挙げ、鎌倉時代には結城朝光が結城に身を置き、戦国時代には古河公方が関東の戦乱の一つの中心となった。
県内では県南地域の次に東京都心に近いが、全体的に交通網が未発達であることから、古河市西部（旧古河市域）と常総市南西端（内守谷町きぬの里）を除いてベッドタウン化はしていない。また、近郊農業が盛んな地域となっており、県の農業出荷額の1/4強を県西が占め、特に、筑西市や坂東市などで盛んである。また、工業においても、各市町の工業団地を中心とした各種工業が発達しており、常総市、筑西市、古河市の3市がそれぞれ工業出荷額5000億円を超える製品群を出荷している。商業は全般に低調であり、年間商品販売額で比較すると県西首位の古河市2700億円は、ほぼ同じ人口を持つ県南地域の土浦市、近隣の栃木県小山市の約5000億円の売り上げにはるか及ばない。筑西市2300億円弱が続き、以下は1000億円台の売上である。後述するように、この地域は買い物先の外向き志向が強い。金融機関としては、茨城県の地銀である常陽銀行の存在感が非常に大きい一方、栃木県境付近では足利銀行も存在感を示す 。都市銀行は古河市にみずほ銀行が所在したが撤退、2022年1月現在都市銀行が所在しない地域となっている。
東北本線（宇都宮線）の通る古河市の市街地、常総ニュータウンの一地域である常総市きぬの里地区や、各工業団地とその周辺にある一部を除けば多くの地域は、平坦な地形を活かした田園や畑を中心とするひなびた自然の豊かな地域である。
道路は、北から、国道50号・国道125号・国道354号が東西を結び、南北を国道294号が通る。国道4号は古河市をかすめ、バイパスの新4号国道は古河市中央部を通り結城市および境町のへりをかすめている。各市町村を結ぶ鉄道路線、公共交通機関は極めて貧弱であり、北を水戸線が、中央部を関東鉄道常総線が結ぶのみである。これらは県西地域では1時間に1〜3本と極めて本数が少ない。バスも、東武バスが拓いた路線はほぼすべてが廃止され、僅かに残った東西路線、JRバス関東南筑波線も2006年3月31日をもって、その中央部の大半が廃止された。
医療は、非常に厳しい状態が続く。人口10万人辺りの医師数は筑西･下妻医療圏で95.8人、古河･坂東医療圏で119.2人と、全国ワースト2位の県内平均155.1人を更に大きく下回る。公立病院の苦戦も報じられるところであり、厳しい状況はしばらく続く可能性がある。救命救急は、救命救急センターを持つ茨城西南医療センター病院（境町）が中心。つくばに近い地域では筑波メディカルセンター病院、栃木県境付近からは、自治医科大学附属病院も比較的近い 。
これらの移動に不便な事情もあってか、各地域ごとに独立した生活圏を持つ傾向が強く、一市（あるいは一町）で一つの生活圏、と見なされる場合もある。栃木県・埼玉県・千葉県・あるいは群馬県と近接するがゆえに、その県境付近では他県の影響を大きく受けている。以前は土浦ナンバーだったが、つくば市以西をご当地ナンバーのつくばナンバーとしたことより、県西地域もつくばナンバーとなった。
県西地域の住民の中には、水戸を中心とする県政が県西の方を向いていないと感ずる者もあり、このように感じさせる状況を「県西に県政なし」と称する。

## 該当する市町村
- 古河市
- 桜川市
- 下妻市
- 常総市
- 筑西市
- 坂東市
- 結城市
- 猿島郡
  - 五霞町
  - 境町
- 結城郡
  - 八千代町

## 県西地域の特色
便宜上このように分類したが、上述したように、各市町で事情は大きく異なる場合がある。
- 水戸線沿線地区（結城市・筑西市・桜川市）

県西地域の北部に位置し、水戸線などの沿線で、栃木県の影響を受けやすい地域である。水戸線は小山駅 - 下館駅間の区間列車が存在する。西へ向かうほどその栃木県への傾斜は大きくなる。
結城市では県内他市町村より栃木県への通勤通学が多く、特に同一都市圏内である小山市には4673人が向かい、圧倒的存在感を示している。筑西市においては真岡鐵道および関東鉄道または国道294号線を使ったと見られる流動（真岡市、下妻市、つくば市などへの流出人数を参照）が見られ、桜川市ではほか2市に比べ、栃木への通勤通学の割合はぐっと小さくなる。ただ、市外への通勤通学割合の多くをこの3市内間の流動で占めていることもまた事実である。
買い物をする時は､栃木県を利用する場合が多く、逆に茨城県内での買い物が少ない場合が多い。筑西市では41.4%の買い物客が栃木県へと流出している。
結城市では栃木県への依存が非常に強く、市町村合併アンケートの際、合併を賛成とする住民のうちの半数が、合併相手に栃木県小山市を選んだ。
茨城県は2009年7月からスーパーのレジ袋を県内で一斉に有料化しようとしているが、筑西市では栃木県の様子を見る為に延期すると表明した（なお古河市も延期を表明）。特徴的な産業に、結城紬がある。
- 古河・境・五霞地区（古河市・猿島郡境町・五霞町）

県西地域の西端部に位置し、利根川流域を占め、もっとも他県と接点を持ちやすい地域である。県内各方面への公共路線が乏しい中、古河市は東北本線により、またバス（朝日自動車）が境町（東武動物公園駅または川間駅行き）、五霞町（幸手駅行き）を通り他県と結んでいる。
古河市では通勤、通学に2万を超える人口が他県へ流出しており、東京大都市圏の北端部を形成している。境町でも古河・坂東のほか埼玉・千葉・東京へと流出している。五霞町は更に極端であり、古河市、境町への流動を除けば県内流出は100人に満たず、他県流出、特に埼玉県が圧倒的存在感を示す。一方、この3市町内でもやはりいくらかの人の往来がある。
買い物行動も他県依存性が強く、古河市は栃木県へ25%、埼玉県へ16%、東京都へ10%、つまり行政人口の過半数が他県へ買い物をしに流出し、また境町でも埼玉、栃木、千葉へ半数弱が買い物に向かっている。埼玉県南東部・越谷市に所在するイオンレイクタウンの商圏が古河市まで広がっているとする新聞報道もあるなど、買い物行動・余暇行動範囲は県境を越え、広くなっている。
五霞町では、その全域が利根川右岸であることもあり、埼玉県幸手市との合併を希望し法定協議会も立ち上げられていたが、幸手市長選挙において越県合併賛成派が落選し、頓挫している。
- 常総・下妻・坂東地区（常総市・下妻市・結城郡八千代町・坂東市）

県西地域の南部に位置し、近郊農業の盛んな地域である。坂東市ではレタスやネギなどの栽培が盛んで、そのほかにもさしま茶（猿島茶）を特産としている。博物館として、茨城県自然博物館が坂東市に所在。茨城県内では入館人員ランキング2位である。
この地域は県西で最も東京都心寄りで、主に関東鉄道常総線沿線の北部に位置するが、水海道駅より北は鉄道本数が極端に減り、利用者も少なく、ベッドタウンとして発展している常総線南部とは対照的に昔ながらの田舎の風景を留めている。坂東市・常総市からは高速バスが東京都心とを結ぶ。
常総市は、もっともつくば都市圏に近い。保健医療圏はつくばに割り当てられ 、生活圏調査でもつくばと同一圏とされる。国勢調査では、旧石下町から1379人（旧水海道を除き流出先1位）、旧水海道市から1784人（流出先1位）がつくば市へ向かい、その影響力の大きさを知ることができる。下妻市・八千代町・坂東市ではそれぞれ特色を持つ流動を示す。下妻市ではつくばの他、筑西市への移動（旧下妻市1951人、旧千代川村194人）が見られ、八千代町では古河市の大きさが無視できない（流出先1位）。坂東市では千葉県への流動（2082人）も大きい。圏内間の流動も大きいが、その周辺区域の影響により一体感を損なっている区域とも言える。